# Borobudur
Borobudur er et buddhistisk kloster tilknyttet mahayanatraditionen og er det største buddhistiske monument i verden. Det ligger i det centrale Java i Indonesien, 40 km nordvest for Yogyakarta. Det blev bygget mellem 750 og 850 af Sailendra-dynastiets javanesiske herskere. Navnet kan komme fra sanskrit, Vihara Buddha Ur, som kan oversættes til buddhistempelet på bjerget. Anlægget er et af Indonesiens førende turistmål. Den britiske guvernør Sir Stamford Raffles tog i 1812 initiativ til at redde ruinbyen fra at forfalde.
Tempelanlægget blev i 1991 indskrevet på  UNESCOs liste over Verdensarven.

## Links
- Wikimedia Commons har flere filer relateret til Borobudur
- Borobudur